# Zawada (gmina Kamienica Polska)
Zawada – wieś w Polsce położona w województwie śląskim, w powiecie częstochowskim, w gminie Kamienica Polska.

## Historia
Wieś leży w Częstochowskim Obszarze Rudonośnym. Na początku XVII wieku istniała tu kuźnica należąca do Marszałka wielkiego koronnego, starosty krzepickiego i olsztyńskiego Mikołaja Wolskiego. W 1631 roku po śmierci właściciela wskutek braku spadkobierców, kuźnica uległa dewastacji. Miejscowość wchodziła wówczas w skład parafii św. Jana Chrzciciela w Poczesnej.
W Królestwie Polskim wieś wchodziła w skład dóbr rządowych ekonomii Poczesna, jednej z pięciu w regionie częstochowskim. W 1854 roku miała powierzchnię 414 mórg.
Podczas II wojny światowej w miejscowości zginęło 12 osób zamordowanych przez Niemców, w tym dwóch nieznanych żołnierzy Wojska Polskiego, co upamiętnia pomnik znajdujący się w pobliżu remizy OSP.
W latach 1954–1961 wieś podlegała pod gromadę Wanaty, w powiecie częstochowskim, w województwie stalinogrodzkim (od 1956 katowickim). W latach 1961– 1973 pod gromadę Kamienica Polska. W latach 1975–1998 miejscowość należała administracyjnie do województwa częstochowskiego.

## Obecnie
We wsi działa Ochotnicza Straż Pożarna.

## Parafia Kościoła rzymskokatolickiego
Parafianie wyznania rzymskokatolickiego podlegają od 1988 roku parafii bł. Karoliny Kózkówny w Wanatach. Przedtem miejscowość wchodziła w skład parafii św. Jana Chrzciciela w Poczesnej.

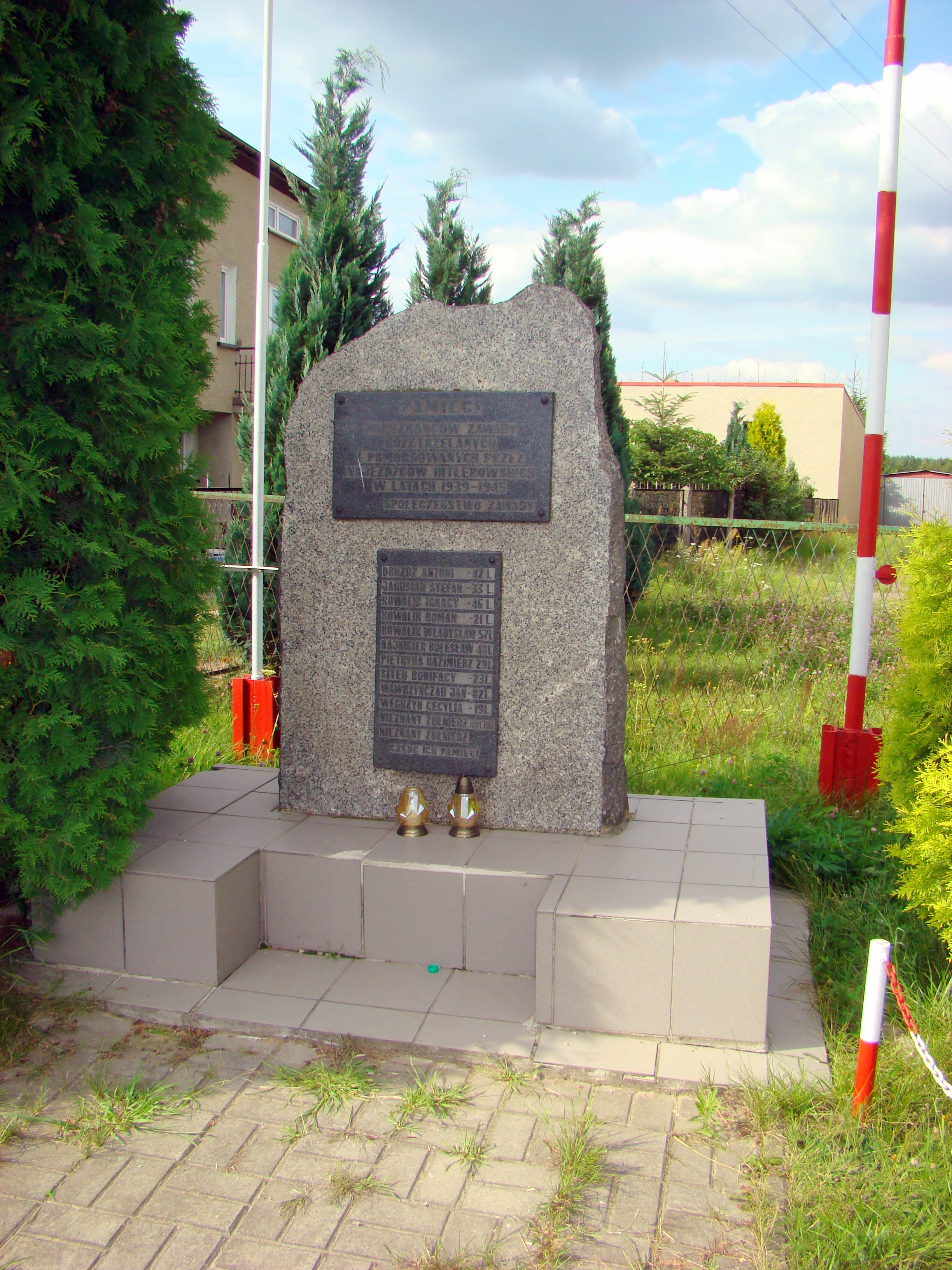
Pomnik upamiętniający mieszkańców wsi zamordowanych przez Niemców podczas II wojny światowej